# Conselho Nacional de Política Energética
O Conselho Nacional de Política Energética (CNPE) 
, criado pela lei n.° 9.478, de 6 de agosto de 1997, na condição de  órgão de assessoramento do Presidente da República, é aquele destinado à formulação de políticas e diretrizes energéticas.
Dispõe sobre a estrutura e funcionamento desse Conselho o Decreto n.º 3520, de 21 de junho de 2000.  A Medida Provisória n.º 103, de 1 de janeiro de 2003, posteriormente transformada na Lei n.º 10.683, de 28 de maio de 2003, art.1.º, parágrafo 1.º, inciso IV, integra o Conselho como órgão de assessoramento imediato ao Presidente da República, e, o art. 10, trata das competências e da organização.
Integram o CNPE:
I - o Ministro de Estado de Minas e Energia, que o presidirá;
II - o Ministro de Estado da Ciência e Tecnologia;
III - o Ministro de Estado do Planejamento, Orçamento e Gestão;
IV - o Ministro de Estado da Fazenda;
V - o Ministro de Estado do Meio Ambiente;
VI - o Ministro de Estado do Desenvolvimento, Indústria e Comércio Exterior;
VII - o Ministro Chefe da Casa Civil da Presidência da República;
VIII - o Ministro de Estado da Integração Nacional;
IX - o Ministro de Estado da Agricultura, Pecuária e Abastecimento; 
X - um representante dos Estados e do Distrito Federal;
XI - um representante da sociedade civil especialista em matéria de energia;
XII - um representante de universidade brasileira, especialista em matéria de energia;
XIII - o Presidente da Empresa de Pesquisa Energética - EPE;e
XIV - o Secretário-Executivo do Ministério de Minas e Energia.